# Nekrolog 2. Quartal 1995
Nekrolog
◄◄
| ◄
| 1991
| 1992
| 1993
| 1994
| 1995 | 1996 | 1997 | 1998 | 1999 | ► | ►►
1. Quartal |
2. Quartal |
3. Quartal |
4. Quartal 1995
Weitere Ereignisse | Allgemeiner Nekrolog 1995
Die Beschreibung der verstorbenen Person sollte so kurz wie möglich gehalten sein und nur deren signifikante Tätigkeit(en) enthalten.
Neue Namen ggf. auch unter dem Geburts- und Sterbedatum, also etwa unter 1. Januar und im Geburts- und Sterbejahr (2024) eintragen (nur bei entsprechender großer Wichtigkeit). Für Beispiele siehe die schon vorhandenen Artikel.
Außerdem über die fünf zuletzt Verstorbenen, zu denen es einen ausreichend guten Artikel für eine Präsentation auf der Hauptseite gibt, nach der todesbedingten Überarbeitung der Artikel ggf. auch unter Wikipedia Diskussion:Hauptseite informieren und sie am besten auch in den anderen Wikipedia-Sprachversionen eintragen. Tipp: Regelmäßig bei news.google.de nach „ist tot“, „gestorben“ oder „verstorben“ suchen.
Wenn eine Person gestorben ist, gibt es viele Seiten zu dieser Person in der Wikipedia, die davon auch betroffen sind und entsprechend aktualisiert werden müssen. Beispiele: Namenübersichtsseite, Geburtsjahr, Geburtsort-Seiten und viele mehr.
Wie finde ich die betroffenen Seiten?
Im Suchfeld auf der linken Seite gibt man den Suchbegriff so ein: „Vorname Nachname“. Dann klickt man auf Volltext und alle Seiten mit entsprechendem Suchtext werden aufgerufen. Hier sieht man dann schnell, wo auch das Todesjahr Sinn macht oder sogar ein Teil des Artikels angepasst werden muss. Auch hilft das „Werkzeug“ auf der linken Seite sehr gut, um solche Seiten aufzufinden: „Links auf diese Seite“. Somit ist die Wikipedia wieder aktuell in allen Bereichen! Hinweis: bei Eintragung der Kategorie „Gestorben JAHR“ wird der Missbrauchsfilter 49 ausgelöst, was jedoch nicht schlimm ist. Siehe: Spezial:Missbrauchsfilter/49
Dies ist eine Liste von im zweiten Quartal 1995 verstorbenen bekannten Persönlichkeiten. Die Einträge erfolgen innerhalb der einzelnen Daten alphabetisch sortiert. Tiere sind im Nekrolog für Tiere zu finden.

## April
| Tag       | Name                            | Beruf, bekannt als                                                                                         | Alter | Beleg |
| --------- | ------------------------------- | --- | ----- | ----- |
| 1. April  | Werner Bokermann                | brasilianischer Herpetologe und Ornithologe                                                                | 65    |       |
| 1. April  | Hans Grimm                      | deutscher Arzt, Anthropologe und Sportmediziner                                                            | 85    |       |
| 1. April  | Lucie Rie                       | österreichisch-britische Töpferin                                                                          | 93    |       |
| 1. April  | Johannes Schildhauer            | deutscher Historiker und Hochschullehrer                                                                   | 76    |       |
| 1. April  | Joseph Scholmer                 | deutscher Mediziner, Kommunist, Antifaschist und Sachbuchautor                                             | 81    |       |
| 1. April  | Joop Schrier                    | niederländischer Jazzmusiker (Piano, Cembalo) und Musikkritiker                                            | 76    |       |
| 1. April  | Hans-Joachim Winkler            | deutscher Gewerkschafter (FDGB) und Politiker (SED), Vorsitzender der IG Chemie und des FDGB-BV HAlle, MdV | 66    |       |
| 2. April  | Hannes Alfvén                   | schwedischer Physiker                                                                                      | 86    |       |
| 2. April  | Herta Dürrbeck                  | deutsche Politikerin (KPD), MdL, Widerstandskämpferin                                                      | 80    |       |
| 2. April  | Henri Guérin                    | französischer Fußballspieler und -trainer                                                                  | 73    |       |
| 2. April  | Julius Hemphill                 | US-amerikanischer Jazz-Saxophonist und Komponist                                                           | 57    |       |
| 2. April  | Heinz Kratochwil                | österreichischer Komponist                                                                                 | 62    |       |
| 2. April  | Harvey Penick                   | US-amerikanischer Golftrainer                                                                              | 90    |       |
| 2. April  | Dieter Wallraff                 | deutscher Politiker (SPD), MdL                                                                             | 52    |       |
| 3. April  | Roland Brinkmann                | deutscher Geologe                                                                                          | 97    |       |
| 3. April  | Hermann Broermann               | deutscher Maler                                                                                            | 87    |       |
| 3. April  | Gerardus Jacobus van der Plaats | niederländischer Radiologe                                                                                 | 91    |       |
| 3. April  | Ilsemarie Schnering             | deutsche Schauspielerin                                                                                    | 85    |       |
| 3. April  | Marion Tinsley                  | US-amerikanischer Weltmeister im Dame-Spiel                                                                | 68    |       |
| 4. April  | Hubert Armbruster               | deutscher Jurist, Professor für Verwaltungsrecht                                                           | 83    |       |
| 4. April  | Georg Braun                     | deutscher Motorradrennfahrer                                                                               | 76    |       |
| 4. April  | Kenny Everett                   | englischer Entertainer und Moderator                                                                       | 50    |       |
| 4. April  | Johannes Maria Hoeck            | deutscher Benediktiner-Abt und Byzantinist                                                                 | 92    |       |
| 4. April  | Abraham Kattumana               | indischer Geistlicher, Erzbischof und vatikanischer Diplomat                                               | 51    |       |
| 4. April  | Priscilla Lane                  | US-amerikanische Schauspielerin                                                                            | 79    |       |
| 4. April  | Ruth Seid                       | US-amerikanische Autorin                                                                                   | 81    |       |
| 5. April  | Nicolaas Cortlever              | niederländischer Schachspieler                                                                             | 79    |       |
| 5. April  | Adalbert Dickhut                | deutscher Geräteturner                                                                                     | 71    |       |
| 5. April  | Emilio Greco                    | italienischer Bildhauer, Grafiker und Zeichner                                                             | 81    |       |
| 5. April  | Horst-Günter Gregor             | deutscher Schwimmsportler                                                                                  | 56    |       |
| 5. April  | Heinz Kempken                   | deutscher Politiker (CDU), MdL                                                                             | 56    |       |
| 5. April  | Bill Lange                      | US-amerikanischer American-Football-Spieler                                                                | 67    |       |
| 5. April  | Christian Pineau                | französischer Politiker (SFIO), Mitglied der Nationalversammlung                                           | 90    |       |
| 5. April  | Oskar Schnirch                  | österreichischer Kameramann                                                                                | 92    |       |
| 5. April  | Jo Wegener                      | deutsche Schauspielerin, Hörspiel- und Synchronsprecherin                                                  | 79    |       |
| 5. April  | Wilhelm Wiedenhoff              | deutscher Kirchenmusiker                                                                                   | 68    |       |
| 6. April  | Jan Kula                        | polnischer Skisportler                                                                                     | 73    |       |
| 6. April  | Albert Rempe                    | deutscher Transportunternehmer                                                                             | 76    |       |
| 6. April  | Vieno Sukselainen               | finnischer Politiker, Mitglied des Reichstags und Ministerpräsident                                        | 88    |       |
| 7. April  | Walther Degen                   | deutscher Politiker (DP), MdHB                                                                             | 95    |       |
| 7. April  | Rudolf Staudinger               | österreichischer Unternehmer und Politiker (ÖVP), Abgeordneter zum Nationalrat                             | 72    |       |
| 7. April  | Johannes Wosnitza               | deutscher Priester                                                                                         | 86    |       |
| 8. April  | Hans Bodensteiner               | deutscher Politiker (CSU, GVP), MdB                                                                        | 82    |       |
| 8. April  | Edda Ciano                      | älteste Tochter Mussolinis, Ehefrau von Galeazzo Ciano                                                     | 84    |       |
| 8. April  | Frank Dunster                   | kanadischer Eishockeyspieler                                                                               | 74    |       |
| 8. April  | Stéphane Jourat                 | belgischer Autor                                                                                           |       |       |
| 8. April  | Alwin Knapp                     | deutscher Dermatologe und Humangenetiker                                                                   | 76    |       |
| 8. April  | Andrej Očenáš                   | slowakischer Komponist                                                                                     | 84    |       |
| 8. April  | Siegfried Sorge                 | deutscher Politiker (SPD, FWG)                                                                             | 78    |       |
| 8. April  | Karl Terheyden                  | deutscher Kapitän und Nautiklehrer                                                                         | 79    |       |
| 9. April  | Paola Borboni                   | italienische Schauspielerin                                                                                | 95    |       |
| 9. April  | Hugo Fricke                     | deutscher Violinist, Bratschist und Komponist                                                              | 89    |       |
| 9. April  | Oscar Heiler                    | deutscher Schauspieler und Komiker                                                                         | 88    |       |
| 09. April | Kazimierz Kucharski             | polnischer Leichtathlet                                                                                    | 86    |       |
| 9. April  | Gertrud Meili-Dworetzki         | Schweizer Psychologin                                                                                      |       |       |
| 10. April | Morarji Desai                   | indischer Premierminister, Chief Minister von Bombay                                                       | 99    |       |
| 10. April | Annie Fischer                   | ungarische Pianistin                                                                                       | 80    |       |
| 10. April | Günter Guillaume                | deutscher DDR-Spion im Bundeskanzleramt (1970–1974)                                                        | 68    |       |
| 10. April | Anja Ignatius                   | finnische Geigerin und Musikpädagogin                                                                      | 83    |       |
| 11. April | Thomas Keith Glennan            | erster Leiter der NASA                                                                                     | 89    |       |
| 11. April | Richard Hohly                   | deutscher Künstler und Kunstmaler                                                                          | 93    |       |
| 11. April | Kim Yong-ik                     | südkoreanischer Schriftsteller                                                                             | 74    |       |
| 11. April | František Daniel Merth          | katholischer Priester und Dichter                                                                          | 79    |       |
| 11. April | Heinz Pototschnig               | österreichischer Arzt und Schriftsteller                                                                   | 71    |       |
| 12. April | Cordula Bölling-Moritz          | deutsche Journalistin und Schriftstellerin                                                                 | 75    |       |
| 12. April | Franco Cacioni                  | venezolanischer Radrennfahrer                                                                              | 62    |       |
| 12. April | John Dowdy                      | US-amerikanischer Politiker                                                                                | 83    |       |
| 12. April | Hans Haug                       | Schweizer Jurist und Mitglied verschiedener Rotkreuz-Organisationen                                        | 73    |       |
| 12. April | Philip H. Lathrop               | US-amerikanischer Kameramann                                                                               | 82    |       |
| 12. April | Chris Pyne                      | britischer Jazzposaunist                                                                                   | 56    |       |
| 13. April | John Austrheim                  | norwegischer Politiker (Zentrumspartei), Mitglied des Storting                                             | 82    |       |
| 13. April | Eberhard Müller-Elmau           | deutscher Schauspieler und Regisseur                                                                       | 89    |       |
| 13. April | Howard R. Penniman              | US-amerikanischer Politikwissenschaftler und Hochschullehrer                                               | 79    |       |
| 13. April | Allan Scott                     | US-amerikanischer Drehbuchautor                                                                            | 88    |       |
| 14. April | Olaf Boustedt                   | deutscher Statistiker, Siedlungs- und Wirtschaftsgeograph sowie Regionalwissenschaftler und Raumforscher   | 82    |       |
| 14. April | Mario Carotenuto                | italienischer Schauspieler                                                                                 | 79    |       |
| 14. April | Hans-Georg Ilker                | deutscher Internist, Sportmediziner und -funktionär                                                        | 68    |       |
| 14. April | Burl Ives                       | US-amerikanischer Folk-Sänger, Autor und Schauspieler                                                      | 85    |       |
| 14. April | Hildegard Lächert               | deutsche KZ-Aufseherin                                                                                     | 75    |       |
| 14. April | António Lopes Ribeiro           | portugiesischer Filmregisseur und -produzent                                                               | 86    |       |
| 14. April | Frans Möller                    | schwedischer Schwimmer                                                                                     | 98    |       |
| 15. April | Jurijus Bluvšteinas             | litauisch-sowjetischer Kriminologe                                                                         | 65    |       |
| 15. April | Cleo Patra Brown                | US-amerikanische Jazzpianistin und Sängerin                                                                | 85    |       |
| 15. April | Karl Werner Kieffer             | deutscher Stifter und Förderer des Biolandbaus                                                             | 82    |       |
| 15. April | Peter Lehmann                   | deutscher Bildhauer                                                                                        | 73    |       |
| 15. April | Winfried B. Lerg                | deutscher Medienwissenschaftler                                                                            | 62    |       |
| 15. April | Karl Riegg                      | deutscher Fußballschiedsrichter                                                                            | 65    |       |
| 15. April | Bernhard Schauer                | deutscher Schachkomponist                                                                                  | 66    |       |
| 15. April | Günter Stephan                  | deutscher Fußballspieler                                                                                   | 82    |       |
| 16. April | Cheyenne Brando                 | tahitianisches Model und Tochter von Marlon Brando                                                         | 25    |       |
| 16. April | Cy Endfield                     | US-amerikanischer Regisseur, Zauberkünstler und Erfinder                                                   | 80    |       |
| 16. April | Emil Frey                       | Schweizer Unternehmer                                                                                      | 96    |       |
| 16. April | Lambert Grutsch                 | österreichischer Gerechter unter den Völkern                                                               | 81    |       |
| 16. April | Josef Hügi                      | Schweizer Fußballspieler                                                                                   | 65    |       |
| 16. April | August E. Johansen              | US-amerikanischer Politiker                                                                                | 89    |       |
| 16. April | Bernhard Klemm                  | deutscher Architekt, Denkmalpfleger und Hochschullehrer                                                    | 78    |       |
| 16. April | Iqbal Masih                     | pakistanischer Kindersklave, Aktivist für Kinderrechte und gegen Schuldknechtschaft                        | 12    |       |
| 17. April | Karl Hemfler                    | deutscher Jurist, Verwaltungsbeamter und Politiker (SPD), MdL                                              | 80    |       |
| 17. April | Bernhard Hermkes                | deutscher Architekt und Städtebauplaner, Hochschullehrer                                                   | 92    |       |
| 17. April | Max Wünsche                     | deutscher SS-Standartenführer                                                                              | 80    |       |
| 18. April | Hans-Diedrich Cremer            | deutscher Ernährungsphysiologe und Hochschullehrer                                                         | 85    |       |
| 18. April | Arturo Frondizi                 | argentinischer Politiker                                                                                   | 86    |       |
| 18. April | Edward P. Gallogly              | US-amerikanischer Politiker                                                                                | 75    |       |
| 18. April | Emil Landolt                    | Schweizer Politiker (FDP)                                                                                  | 99    |       |
| 18. April | Johannes Starosta               | deutscher Jockey im Galoppsport                                                                            | 83    |       |
| 19. April | Porter Hardy junior             | US-amerikanischer Politiker                                                                                | 91    |       |
| 19. April | Neil Paterson                   | schottischer Fußballspieler und Drehbuchautor                                                              | 79    |       |
| 19. April | Tony Rodian                     | dänischer Schauspieler, Kabarettist und Radiomoderator                                                     | 63    |       |
| 20. April | Ulrich Blatter                  | Schweizer Politiker (CVP)                                                                                  | 54    |       |
| 20. April | Paul Allen Catlin               | US-amerikanischer Mathematiker                                                                             | 46    |       |
| 20. April | Milovan Đilas                   | jugoslawischer Politiker, Schriftsteller und Dissident                                                     | 83    |       |
| 20. April | Siegfried Liebau                | deutscher SS-Arzt und Anthropologe                                                                         | 84    |       |
| 20. April | Kurt Vogel                      | deutscher Offizier, zuletzt Generalmajor                                                                   | 85    |       |
| 21. April | Søren Egerod                    | dänischer Linguist, Sinologe und Hochschullehrer                                                           | 71    |       |
| 21. April | Ingvar Ericsson                 | schwedischer Radrennfahrer                                                                                 | 81    |       |
| 21. April | Rufus Flügge                    | deutscher Theologe und Aktivist der Friedensbewegung                                                       | 80    |       |
| 21. April | Tessie O’Shea                   | walisische Schauspielerin                                                                                  | 82    |       |
| 21. April | Gerhard Scholten                | österreichischer Autor                                                                                     | 71    |       |
| 22. April | Klaus Bruder                    | deutscher Akkordeonist                                                                                     | 36    |       |
| 22. April | Carlo Ceresoli                  | italienischer Fußballtorhüter                                                                              | 84    |       |
| 22. April | Al Dennie                       | US-amerikanischer Jazzmusiker                                                                              | 91    |       |
| 22. April | Hermann Ingram                  | österreichisches Mitglied der NSDAP und des Einsatzstabs Reichsleiter Rosenberg                            | 91    |       |
| 22. April | Maggie Kuhn                     | US-amerikanische Menschenrechtlerin; Schwerpunkte Altersrechte, Gray Panthers                              | 89    |       |
| 22. April | Don Pullen                      | US-amerikanischer Jazz-Pianist                                                                             | 53    |       |
| 22. April | Georg Sternbacher               | deutscher Maler                                                                                            | 62    |       |
| 23. April | Gianni Baghino                  | italienischer Schauspieler                                                                                 | 75    |       |
| 23. April | Paul Bürks                      | deutscher Schauspieler, Synchron- und Hörspielsprecher                                                     | 79    |       |
| 23. April | Douglas Lloyd Campbell          | kanadischer Politiker                                                                                      | 99    |       |
| 23. April | Howard Cosell                   | US-amerikanischer Sportkommentator und Sportreporter                                                       | 77    |       |
| 23. April | Brigitte Knobbe-Keuk            | deutsche Rechtswissenschaftlerin und Hochschullehrerin                                                     | 54    |       |
| 23. April | Lonesome Sundown                | US-amerikanischer Bluesmusiker                                                                             | 66    |       |
| 23. April | John C. Stennis                 | US-amerikanischer Politiker (Demokratische Partei), Senator für den Bundesstaat Mississippi                | 93    |       |
| 23. April | Klaus Voigt                     | deutscher Ozeanograph und Wissenschaftsorganisator                                                         | 60    |       |
| 24. April | Hideyuki Ashihara               | japanischer Karateka im Stil des Kyôkushin                                                                 | 50    |       |
| 24. April | Stanley Burbury                 | australischer Jurist und Gouverneur von Tasmanien                                                          | 85    |       |
| 24. April | Iossif Jefimowitsch Cheifiz     | sowjetischer Filmregisseur und Drehbuchautor                                                               | 89    |       |
| 24. April | Johannes Ott                    | deutscher Filmarchitekt                                                                                    | 75    |       |
| 24. April | Wolfgang Trillhaas              | deutscher evangelischer Theologe                                                                           | 91    |       |
| 25. April | Lou Ambers                      | US-amerikanischer Boxer                                                                                    | 81    |       |
| 25. April | Hubert Bengsch                  | deutscher Verwaltungswissenschaftler                                                                       |       |       |
| 25. April | Robert Diedrichs                | deutscher Grafiker, Maler und Illustrator                                                                  | 72    |       |
| 25. April | Andrea Fortunato                | italienischer Profifußballer                                                                               | 23    |       |
| 25. April | Lamek Hulthén                   | schwedischer theoretischer Physiker                                                                        | 85    |       |
| 25. April | Alexander Knox                  | kanadischer Schauspieler                                                                                   | 88    |       |
| 25. April | Attilio Moresi                  | Schweizer Radrennfahrer                                                                                    | 61    |       |
| 25. April | Ginger Rogers                   | US-amerikanische Schauspielerin                                                                            | 83    |       |
| 26. April | Reinhold Elstner                | deutscher Nationalist und politisch motivierter Selbstmörder                                               |       |       |
| 26. April | Egon Franke                     | deutscher Politiker (SPD), MdL, MdB                                                                        | 82    |       |
| 26. April | Willi Krakau                    | deutscher Autorennfahrer                                                                                   | 83    |       |
| 26. April | Keith McWatters                 | australischer Romanist und Literaturwissenschaftler                                                        | 63    |       |
| 26. April | Stefan Thomas Possony           | US-amerikanischer Wirtschaftswissenschaftler und Militärstratege                                           | 82    |       |
| 26. April | Maria Elisabeth Stapp           | deutsche Bildhauerin                                                                                       | 87    |       |
| 26. April | Bernhard Vesenmayer             | baden-württembergischer Verwaltungsjurist                                                                  | 84    |       |
| 27. April | Silverio Blasi                  | italienischer Schauspieler, Drehbuchautor und Fernsehregisseur                                             | 73    |       |
| 27. April | Katherine DeMille               | US-amerikanische Schauspielerin                                                                            | 83    |       |
| 27. April | Willem Frederik Hermans         | niederländischer Schriftsteller                                                                            | 73    |       |
| 27. April | Herbert Koller                  | österreichischer Manager, Generaldirektor der VÖEST                                                        | 83    |       |
| 27. April | Herbert Neu                     | deutscher Politiker (FDP), MdL                                                                             | 73    |       |
| 27. April | George Stam                     | niederländischer Organist, Komponist und Musikpädagoge                                                     | 89    |       |
| 27. April | Jochen Thomas                   | deutscher Schauspieler und Regisseur                                                                       | 69    |       |
| 27. April | Lilly Towska                    | deutsche Schauspielerin                                                                                    | 94    |       |
| 27. April | Peter Maurice Wright            | britischer Geheimdienstmitarbeiter                                                                         | 78    |       |
| 28. April | Heinz Bienefeld                 | deutscher Architekt                                                                                        | 68    |       |
| 29. April | Leni Bauer-Ecsy                 | deutsche Bühnen- und Kostümbildnerin                                                                       | 85    |       |
| 29. April | Angier Biddle Duke              | US-amerikanischer Diplomat                                                                                 | 79    |       |
| 29. April | Ursula Fröhlich                 | deutsche Schauspielerin, Sängerin und Intendantin                                                          | 79    |       |
| 29. April | Danuta Gierulanka               | polnische Mathematikerin, Philosophin und Psychologin                                                      | 85    |       |
| 29. April | Ulrich von Lübtow               | deutscher Rechtswissenschaftler                                                                            | 94    |       |
| 29. April | Charles McGinnis                | US-amerikanischer Hochspringer und Stabhochspringer                                                        | 88    |       |
| 29. April | Martin Jessop Price             | britischer Numismatiker                                                                                    | 56    |       |
| 29. April | Rudolf Zuckermann               | deutscher Kardiologe                                                                                       | 84    |       |
| 30. April | Wolfram Engels                  | deutscher Ökonom und Publizist                                                                             | 61    |       |
| 30. April | Maung Maung Kha                 | myanmarischer Politiker, Ministerpräsident von Myanmar                                                     |       |       |
| 30. April | Mārtiņš Mazūrs                  | lettischer Radrennfahrer und Radsporttrainer                                                               | 87    |       |
| 30. April | Jiří Šust                       | tschechischer Filmkomponist                                                                                | 75    |       |
| April     | Peter Schellhorn                | deutscher Strandsegler                                                                                     |       |       |

## Mai
| Tag     | Name                                          | Beruf, bekannt als                                                                          | Alter | Beleg |
| ------- | --------------------------------------------- | ------------------------------------------------------------------------------------------- | ----- | ----- |
| 1. Mai  | Carl Herz                                     | kanadisch-US-amerikanischer Mathematiker                                                    | 65    |       |
| 1. Mai  | George MacKinnon                              | US-amerikanischer Jurist und Politiker                                                      | 89    |       |
| 2. Mai  | Albert Bousser                                | luxemburgischer Politiker (LSAP), Mitglied der Chambre                                      | 89    |       |
| 2. Mai  | Walter Brunhöver                              | deutscher Politiker (SPD), MdHB                                                             | 84    |       |
| 2. Mai  | Michael Hordern                               | britischer Bühnen- und Filmschauspieler                                                     | 83    |       |
| 2. Mai  | Allan O. Hunter                               | US-amerikanischer Politiker                                                                 | 78    |       |
| 2. Mai  | Agnes Kraus                                   | deutsche Schauspielerin                                                                     | 84    |       |
| 2. Mai  | Rudolf Perešin                                | kroatischer Pilot im Kroatien-Krieg                                                         | 37    |       |
| 2. Mai  | Ashleigh Pilbrow                              | britischer Hürdenläufer                                                                     | 82    |       |
| 2. Mai  | Werner Veigel                                 | deutscher Nachrichtensprecher                                                               | 66    |       |
| 3. Mai  | Adele Marcus                                  | kanadische Pianistin und Musikpädagogin                                                     | 89    |       |
| 3. Mai  | Adolph Schlyssleder                           | deutscher Filmeditor, Regieassistent und Regisseur                                          | 85    |       |
| 3. Mai  | Michail Wassiljewitsch Simjanin               | sowjetischer Politiker                                                                      | 80    |       |
| 3. Mai  | Harald Skjervold                              | norwegischer Tierzuchtwissenschaftler                                                       | 78    |       |
| 3. Mai  | Bruno Torpigliani                             | italienischer Geistlicher und Apostolischer Nuntius                                         | 80    |       |
| 4. Mai  | Murray Barr                                   | kanadischer Mediziner                                                                       | 86    |       |
| 4. Mai  | Lewis T. Preston                              | US-amerikanischer Banker                                                                    | 68    |       |
| 4. Mai  | Carl-Edzard Schelten-Peterssen                | deutscher Politiker (CDU), MdL                                                              | 73    |       |
| 4. Mai  | Danilo Terenzi                                | italienischer Jazzmusiker                                                                   | 39    |       |
| 4. Mai  | Eberhard Tiefenthaler                         | österreichischer Romanist und Bibliothekar                                                  | 62    |       |
| 5. Mai  | Michail Moissejewitsch Botwinnik              | russisch-sowjetischer Schach-Großmeister                                                    | 83    |       |
| 5. Mai  | Richard D. McCarthy                           | US-amerikanischer Politiker                                                                 | 67    |       |
| 5. Mai  | Alastair Pilkington                           | britischer Ingenieur                                                                        | 75    |       |
| 5. Mai  | Jan Kozák                                     | tschechischer Schriftsteller                                                                | 74    |       |
| 5. Mai  | Heinrich Steinberg                            | deutscher Bürgermeister (FDP) und Dichter                                                   | 81    |       |
| 05. Mai | Gerrit van Wees                               | niederländischer Radrennfahrer                                                              | 81    |       |
| 6. Mai  | Noel Brotherston                              | nordirischer Fußballspieler                                                                 | 38    |       |
| 6. Mai  | Franz Fuchs                                   | deutscher Malermeister und Senator (Bayern), Präsident der Handwerkskammer für Unterfranken | 71    |       |
| 6. Mai  | Gottfried Haberler                            | österreichischer Ökonom                                                                     | 94    |       |
| 6. Mai  | Thomas Anthony Harris                         | US-amerikanischer Psychiater, Autor und Arzt                                                | 85    |       |
| 6. Mai  | Ferdi Leisten                                 | deutscher Unternehmer und Pferdezüchter                                                     | 81    |       |
| 6. Mai  | Georgios Mavros                               | griechischer Jurist und Politiker, MdEP                                                     | 86    |       |
| 6. Mai  | Maria Pia de Saxe-Coburgo e Bragança          | portugiesische Autorin und Thron-Prätendentin                                               | 88    |       |
| 6. Mai  | Roswell McClelland                            | US-amerikanischer Flüchtlingshelfer und Diplomat                                            | 81    |       |
| 6. Mai  | Erik Scholz                                   | ungarischer Künstler                                                                        | 69    |       |
| 7. Mai  | María Luisa Bemberg                           | argentinische Filmregisseurin und Drehbuchautorin                                           | 73    |       |
| 7. Mai  | María Josefa Canellada                        | spanische Romanistin und Hispanistin asturischer Herkunft                                   | 82    |       |
| 7. Mai  | Greta Hofer                                   | deutsche Opern- und Liedsängerin                                                            | 94    |       |
| 7. Mai  | Éva Karakas                                   | ungarische Schachmeisterin                                                                  | 73    |       |
| 7. Mai  | Hermann Kiessner                              | deutscher Schauspieler und Hörspielsprecher                                                 | 89    |       |
| 7. Mai  | Ray McKinley                                  | US-amerikanischer Jazz-Schlagzeuger, Sänger und Bandleader                                  | 84    |       |
| 7. Mai  | Eberhard von Minckwitz                        | deutscher Jurist und Politiker                                                              | 84    |       |
| 7. Mai  | Gerhard Richter                               | deutscher Fußballspieler                                                                    | 79    |       |
| 7. Mai  | Franz Strahammer                              | österreichischer Bildhauer                                                                  | 82    |       |
| 07. Mai | Helen Varcoe                                  | britische Schwimmerin                                                                       | 88    |       |
| 8. Mai  | Jacques Isorni                                | französischer Anwalt und Politiker, Mitglied der Nationalversammlung                        | 83    |       |
| 8. Mai  | Teresa Teng                                   | taiwanische Sängerin                                                                        | 42    |       |
| 8. Mai  | Robert-André Vivien                           | französischer Politiker, Mitglied der Nationalversammlung, Staatssekretär                   | 72    |       |
| 9. Mai  | Jeanne Darville                               | dänische Schauspielerin                                                                     | 71    |       |
| 9. Mai  | Percy Mansell                                 | rhodesischer Cricketspieler                                                                 | 75    |       |
| 09. Mai | Nils Nicklén                                  | finnischer Leichtathlet                                                                     | 78    |       |
| 9. Mai  | Marshall Royal                                | US-amerikanischer Jazz-Altsaxophonist und Klarinettist                                      | 82    |       |
| 9. Mai  | Rudi Schippel                                 | österreichischer Schauspieler                                                               | 72    |       |
| 10. Mai | Brigitte Alexander                            | deutsch-mexikanische Schriftstellerin und Übersetzerin                                      | 83    |       |
| 10. Mai | Clémence Budow                                | deutsche Rundfunkpionierin und Politikerin (Deutsche Partei), MdHB                          | 86    |       |
| 10. Mai | Georges Candilis                              | französischer Architekt                                                                     | 82    |       |
| 10. Mai | Carl Drewo                                    | österreichischer Jazz-Saxophonist                                                           | 65    |       |
| 10. Mai | Ernst Eggerbauer                              | deutscher Eishockeyspieler                                                                  | 63    |       |
| 10. Mai | Alexander Elbrächter                          | deutscher Politiker (DP, CDU), MdB, MdEP                                                    | 87    |       |
| 10. Mai | Luis Miguel Nava                              | portugiesischer Dolmetscher und Schriftsteller                                              | 37    |       |
| 10. Mai | Jimmy Raney                                   | US-amerikanischer Musiker                                                                   | 67    |       |
| 10. Mai | Steffie Spira                                 | deutsche Schauspielerin                                                                     | 86    |       |
| 10. Mai | Bodo Thomas                                   | deutscher Politiker (SPD)                                                                   | 63    |       |
| 10. Mai | Joe Vetrano                                   | US-amerikanischer American-Football-Spieler und -Trainer                                    | 76    |       |
| 11. Mai | David Avidan                                  | israelischer Schriftsteller                                                                 |       |       |
| 11. Mai | Hans-Joachim Böhme                            | deutscher Politiker (SED), Minister für Hoch- und Fachschulwesen der DDR                    | 64    |       |
| 11. Mai | Agustín Carlevaro                             | uruguayischer Gitarrist                                                                     | 82    |       |
| 11. Mai | Evelyn Lincoln                                | US-amerikanische Angestellte im Weißen Haus, Sachbuchautorin                                | 85    |       |
| 11. Mai | Ivo Samkalden                                 | niederländischer Politiker (PvdA) und Jurist                                                | 82    |       |
| 11. Mai | Tibor Sárai                                   | ungarischer Komponist                                                                       | 76    |       |
| 11. Mai | Leo Zippin                                    | US-amerikanischer Mathematiker                                                              | 90    |       |
| 12. Mai | Rodrigo Arenas Betancur                       | kolumbianischer Bildhauer                                                                   | 75    |       |
| 12. Mai | Len Beadell                                   | australischer Landvermesser und Straßenbauer                                                |       |       |
| 12. Mai | Arnold Goodman, Baron Goodman                 | britischer Kulturförderer, Rechtsanwalt, Wirtschaftsmanager und Politiker                   | 81    |       |
| 12. Mai | Jerome Joseph Hastrich                        | US-amerikanischer Geistlicher, Bischof von Gallup                                           | 80    |       |
| 12. Mai | Siegfried Keiling                             | deutsche Militärperson                                                                      | 83    |       |
| 12. Mai | Ștefan Kovács                                 | rumänischer Fußballspieler und -trainer                                                     | 74    |       |
| 12. Mai | Arthur Lubin                                  | US-amerikanischer Filmregisseur                                                             | 96    |       |
| 12. Mai | Mia Martini                                   | italienische Sängerin                                                                       | 47    |       |
| 12. Mai | Gerhard Oberländer                            | deutscher Buchillustrator                                                                   | 87    |       |
| 12. Mai | Adolfo Pedernera                              | argentinischer Fußballspieler und -trainer                                                  | 76    |       |
| 12. Mai | Marcel Rubin                                  | österreichischer Komponist                                                                  | 89    |       |
| 12. Mai | Adolf Sommerauer                              | deutscher Fernsehpfarrer                                                                    | 85    |       |
| 12. Mai | Karl Vennberg                                 | schwedischer Lyriker, Übersetzer, Journalist, Redakteur und Kritiker                        | 85    |       |
| 13. Mai | Reiner Keller                                 | deutscher Geograph und Hydrologe                                                            | 74    |       |
| 13. Mai | Alan Maley                                    | britischer Maler und Spezialeffektkünstler                                                  | 64    |       |
| 13. Mai | Francisco Moreno Capdevila                    | mexikanischer Maler, Grafiker und Bildhauer spanischer Herkunft                             | 69    |       |
| 13. Mai | Hao Wang                                      | chinesischer Mathematiker und Philosoph                                                     | 73    |       |
| 13. Mai | Wolfgang von Zeynek                           | deutscher Jurist im Dienste des Nationalsozialismus                                         | 86    |       |
| 14. Mai | Christian B. Anfinsen                         | US-amerikanischer Biochemiker und Nobelpreisträger für Chemie                               | 79    |       |
| 14. Mai | Cornelia Hoene                                | deutsche Juristin, Rechtsanwältin und Richterin                                             | 51    |       |
| 14. Mai | Lavity Stoutt                                 | britischer Politiker, Chief Minister der Britischen Jungferninseln                          | 66    |       |
| 15. Mai | Harold C. Deutsch                             | US-amerikanischer Historiker                                                                | 90    |       |
| 15. Mai | Andrés Falgás                                 | argentinischer Tangosänger und -komponist                                                   | 79    |       |
| 15. Mai | Christopher Hodder-Williams                   | britischer Science-Fiction-Autor, Musiker und Komponist                                     | 68    |       |
| 15. Mai | Cemaleddin Kaplan                             | türkischer Gründer des Verbandes der Islamischen Vereine und Gemeinden e.V.                 |       |       |
| 15. Mai | Eric Porter                                   | britischer Schauspieler                                                                     | 67    |       |
| 15. Mai | Gerd Staegemann                               | deutscher Zahnmediziner, Volkskammerabgeordneter (NDPD)                                     | 68    |       |
| 15. Mai | Eugen Studach                                 | Schweizer Ruderer                                                                           | 87    |       |
| 15. Mai | Arthur Villard                                | Schweizer Pazifist und Politiker (SP)                                                       | 77    |       |
| 16. Mai | Red Amick                                     | US-amerikanischer Rennfahrer                                                                | 66    |       |
| 16. Mai | Harry E. Bergold junior                       | US-amerikanischer Diplomat                                                                  | 63    |       |
| 16. Mai | Lola Flores                                   | spanische Sängerin, Flamenco-Tänzerin und Schauspielerin                                    | 72    |       |
| 16. Mai | Gertrude Grob-Prandl                          | österreichische Sopranistin                                                                 | 77    |       |
| 16. Mai | Ragnhild Hatton                               | britische Historikerin                                                                      | 82    |       |
| 16. Mai | Raymond Arthur Lyttleton                      | britischer theoretischer Astronom                                                           | 84    |       |
| 16. Mai | Günter Riegner                                | deutscher Orgelbauer                                                                        | 43    |       |
| 16. Mai | Hilde Volk                                    | deutsche Schauspielerin und Hörspielsprecherin                                              | 83    |       |
| 18. Mai | Elisha Cook                                   | US-amerikanischer Schauspieler                                                              | 91    |       |
| 18. Mai | Francis Judd Cooke                            | US-amerikanischer Komponist, Organist, Pianist, Cellist, Dirigent und Musikpädagoge         | 84    |       |
| 18. Mai | Alexander Borissowitsch Godunow               | russischer Balletttänzer und Schauspieler                                                   | 45    |       |
| 18. Mai | Anton Hergenröder                             | deutscher Kommunalpolitiker                                                                 | 85    |       |
| 18. Mai | Otto Hermann                                  | deutscher Maler und Grafiker                                                                | 96    |       |
| 18. Mai | Peter van de Kamp                             | niederländischer Astronom                                                                   | 93    |       |
| 18. Mai | Henri Laborit                                 | französischer Neurologe, Arzt und Chemiker                                                  | 80    |       |
| 18. Mai | Brinsley Le Poer Trench, 8. Earl of Clancarty | britischer Ufologe, Anhänger der Prä-Astronautik, Herausgeber und Autor                     | 83    |       |
| 18. Mai | Gustav Lübbe                                  | deutscher Verleger                                                                          | 77    |       |
| 18. Mai | André-François Marescotti                     | Schweizer Komponist, Organist, Chorleiter und Musikpädagoge                                 | 93    |       |
| 18. Mai | Elizabeth Montgomery                          | US-amerikanische Film- und Fernsehschauspielerin                                            | 62    |       |
| 18. Mai | Dorothy Poynton                               | US-amerikanische Wasserspringerin                                                           | 79    |       |
| 18. Mai | Josef Schörghuber                             | deutscher Unternehmer                                                                       | 75    |       |
| 18. Mai | Sabine Sinjen                                 | deutsche Schauspielerin                                                                     | 52    |       |
| 18. Mai | Michael Patrick William Stone                 | US-amerikanischer Politiker                                                                 | 69    |       |
| 18. Mai | Tor Ulven                                     | norwegischer Schriftsteller                                                                 | 41    |       |
| 19. Mai | Robert S. Dietz                               | US-amerikanischer Geologe                                                                   | 80    |       |
| 19. Mai | Nico van Gageldonk                            | niederländischer Radrennfahrer                                                              | 81    |       |
| 19. Mai | Hans-Jürgen Kiebach                           | deutscher Filmarchitekt                                                                     | 64    |       |
| 19. Mai | Jaime de Nevares                              | argentinischer Salesianer Don Boscos und römisch-katholischer Bischof                       | 80    |       |
| 19. Mai | Hans Patze                                    | deutscher Historiker und Archivar                                                           | 75    |       |
| 19. Mai | Jakow Segel                                   | sowjetischer Filmautor und -regisseur                                                       | 72    |       |
| 19. Mai | Nico van Gageldonk                            | niederländischer Radrennfahrer                                                              | 84    |       |
| 20. Mai | Maurice Banide                                | französischer Fußballspieler                                                                | 89    |       |
| 20. Mai | Charles Heirendt                              | luxemburgischer Leichtathlet                                                                | 83    |       |
| 20. Mai | Burton Jastram                                | US-amerikanischer Ruderer                                                                   | 84    |       |
| 20. Mai | Ulysses Kay                                   | US-amerikanischer Komponist                                                                 | 78    |       |
| 20. Mai | Hilda Körner                                  | deutsche Grafikerin und Malerin                                                             | 74    |       |
| 20. Mai | Fritz Lutz                                    | deutscher Lehrer, Heimatforscher und Autor                                                  | 77    |       |
| 20. Mai | Peter Matthiessen                             | deutscher Politiker (CDU), MdL                                                              | 88    |       |
| 21. Mai | Les Aspin                                     | US-amerikanischer Politiker (Demokrat), Verteidigungsminister                               | 56    |       |
| 21. Mai | Larry Hillblom                                | US-amerikanischer Unternehmer, Gründungsmitglied von DHL                                    | 52    |       |
| 21. Mai | Walter Richard Langer                         | österreichischer Jazzexperte und Hörfunkmoderator                                           | 58    |       |
| 21. Mai | Nora Minor                                    | österreichische Schauspielerin                                                              | 84    |       |
| 21. Mai | Agnelo Rossi                                  | brasilianischer Kardinal, Erzbischof von São Paulo                                          | 82    |       |
| 21. Mai | Annie M. G. Schmidt                           | niederländische Schriftstellerin und Journalistin                                           | 84    |       |
| 22. Mai | Hanskarl Englert                              | deutscher Tierarzt und Tierhygieniker                                                       | 81    |       |
| 22. Mai | Robert Flemyng                                | britischer Schauspieler                                                                     | 83    |       |
| 22. Mai | Claude Itzykson                               | französischer theoretischer Physiker                                                        | 57    |       |
| 22. Mai | Anna Mönikes                                  | deutsche Pädagogin und Politikerin (CDU), MdB                                               | 89    |       |
| 22. Mai | Ralf Parland                                  | finnisch-schwedischer Schriftsteller, Kritiker und Übersetzer                               | 80    |       |
| 23. Mai | Ross Flood                                    | US-amerikanischer Ringer                                                                    | 84    |       |
| 23. Mai | Dan Fortmann                                  | US-amerikanischer American-Football-Spieler und Chirurg                                     | 79    |       |
| 23. Mai | Kurt Janthur                                  | deutscher Jurist, Förster und NSDAP-Funktionär                                              | 86    |       |
| 23. Mai | Gawriil Dmitrijewitsch Katschalin             | sowjetischer Fußballspieler und Trainer                                                     | 84    |       |
| 24. Mai | Irmela Hammelstein                            | deutsche Politikerin (SPD), MdL                                                             | 53    |       |
| 24. Mai | Jürgen Horlemann                              | deutscher Politiker (KPD/AO) und Verleger                                                   | 53    |       |
| 24. Mai | Denise Ly-Lebreton                            | französische Sinologin, Autorin und Übersetzerin                                            |       |       |
| 24. Mai | Gunther Malzacher                             | deutscher Schauspieler                                                                      | 66    |       |
| 24. Mai | Mick Pyne                                     | britischer Jazzmusiker                                                                      | 54    |       |
| 24. Mai | Johanne Walhorn                               | deutsche Juristin und Ratsherrin der Stadt Münster (Westfalen)                              | 84    |       |
| 24. Mai | Harold Wilson                                 | britischer Politiker (Labour-Party), Premierminister von Großbritannien                     | 79    |       |
| 24. Mai | Vladimír Zoubek                               | tschechischer Geologe                                                                       | 91    |       |
| 25. Mai | Élie Bayol                                    | französischer Rennfahrer                                                                    | 81    |       |
| 25. Mai | Leopold Bilogan                               | österreichischer Offizier                                                                   | 82    |       |
| 25. Mai | Krešimir Ćosić                                | jugoslawischer Basketballspieler                                                            | 46    |       |
| 25. Mai | Dick Curless                                  | US-amerikanischer Country-Musik-Sänger                                                      | 63    |       |
| 25. Mai | Roger Dashen                                  | US-amerikanischer Physiker                                                                  | 57    |       |
| 25. Mai | Herbert A. Frenzel                            | deutscher Skandinavist, Theater- und Literaturwissenschaftler                               | 86    |       |
| 25. Mai | Mike McQuay                                   | US-amerikanischer Science-Fiction-Autor                                                     | 45    |       |
| 25. Mai | Karl Reiniger                                 | Schweizer Leichtathlet                                                                      | 85    |       |
| 25. Mai | Dany Robin                                    | französische Schauspielerin                                                                 | 68    |       |
| 25. Mai | Eriprando Visconti                            | italienischer Filmregisseur                                                                 | 62    |       |
| 25. Mai | Kurt Vorhofer                                 | österreichischer Journalist                                                                 | 65    |       |
| 25. Mai | Franz Zwilgmeyer                              | deutscher Jurist und Soziologe                                                              | 93    |       |
| 26. Mai | Ștefan Bănică                                 | rumänischer Schauspieler und Sänger                                                         | 61    |       |
| 26. Mai | Friz Freleng                                  | US-amerikanischer Cartoonist und Filmproduzent                                              | 88    |       |
| 26. Mai | Edmund Hansen                                 | dänischer Bahnradsportler                                                                   | 94    |       |
| 26. Mai | Klaus Partzsch                                | deutscher Journalist und Autor                                                              | 65    |       |
| 26. Mai | Ron Weatherburn                               | britischer Ragtime- und Jazzpianist                                                         | 61    |       |
| 27. Mai | Epi Drost                                     | niederländischer Fußballspieler und -trainer                                                | 49    |       |
| 27. Mai | Adolf Heinrich Hobel                          | österreichischer Diplomat                                                                   | 84    |       |
| 27. Mai | François Kabangu wa Mutela                    | kongolesischer Geistlicher                                                                  | 70    |       |
| 28. Mai | Irfan Ljubijankić                             | bosnisch-herzegowinischer Politiker                                                         | 42    |       |
| 28. Mai | Reginald Moss                                 | britischer Politiker (Labour-Party), Mitglied des House of Commons                          | 81    |       |
| 28. Mai | Daniela Rocca                                 | italienische Schauspielerin                                                                 | 57    |       |
| 28. Mai | Tahsin Taha                                   | kurdischer Sänger                                                                           | 53    |       |
| 28. Mai | Matthew E. Welsh                              | US-amerikanischer Politiker                                                                 | 82    |       |
| 29. Mai | Mircea Basarab                                | rumänischer Dirigent, Komponist und Hochschullehrer                                         | 74    |       |
| 29. Mai | Ernst Jazdzewski                              | deutscher Illustrator, Karikaturist und Pressezeichner                                      | 87    |       |
| 29. Mai | Herbert Kuntze                                | deutscher Bodenkundler                                                                      | 65    |       |
| 29. Mai | Sabina Lietzmann                              | deutsche Journalistin                                                                       | 75    |       |
| 29. Mai | Margaret Chase Smith                          | US-amerikanische Politikerin                                                                | 97    |       |
| 29. Mai | Kurt Weiß                                     | deutscher Hockeyspieler                                                                     | 89    |       |
| 30. Mai | Glenn Burke                                   | US-amerikanischer Baseballspieler                                                           | 42    |       |
| 30. Mai | Ted Drake                                     | englischer Cricketspieler, Fußballspieler und Fußballtrainer                                | 82    |       |
| 30. Mai | Philip Sherrard                               | britischer Byzantinist und Neogräzist                                                       | 72    |       |
| 31. Mai | Montserrat Campmany i Cortés                  | katalanische Pianistin, Sängerin, Pädagogin und Komponistin                                 | 94    |       |
| 31. Mai | Eugen Ehmann                                  | deutscher Fußballspieler                                                                    | 50    |       |
| 31. Mai | Harry Schraemli                               | Schweizer Barkeeper und Buchautor                                                           | 91    |       |
| 31. Mai | Pavel Šivic                                   | jugoslawischer bzw. slowenischer Komponist                                                  | 87    |       |
| Mai     | Claus Hubalek                                 | deutscher Schriftsteller, Dramaturg und Drehbuchautor                                       | 69    |       |

## Juni
| Tag      | Name                               | Beruf, bekannt als                                                                                       | Alter | Beleg |
| -------- | ---------------------------------- | --- | ----- | ----- |
| 1. Juni  | Ernst Albrecht Ebbinghaus          | deutsch-US-amerikanischer Germanist                                                                      | 69    |       |
| 1. Juni  | Erna Wachtel                       | deutsch-US-amerikanische Turnerin, Trainerin und Sachbuchautorin                                         | 88    |       |
| 2. Juni  | Bruno Bergner                      | deutscher Gebrauchsgraphiker, Kunstmaler, Zeichner                                                       | 71    |       |
| 2. Juni  | Elsa Blöcher                       | deutsche Lehrerin, Historikerin und Buchautorin                                                          | 94    |       |
| 2. Juni  | Daniele Del Ben                    | italienischer Radrennfahrer                                                                              | 32    |       |
| 2. Juni  | Elvin Shepherd                     | US-amerikanischer Jazzmusiker                                                                            | 72    |       |
| 2. Juni  | Jacqueline Thome-Patenôtre         | französische Politikerin, Mitglied der Nationalversammlung, MdEP                                         | 89    |       |
| 3. Juni  | Dušan Bulajić                      | jugoslawischer Schauspieler                                                                              | 63    |       |
| 3. Juni  | John Presper Eckert                | US-amerikanischer Computerpionier                                                                        | 76    |       |
| 3. Juni  | Wolfgang Hartung                   | deutscher Geologe                                                                                        | 88    |       |
| 3. Juni  | Sadibou Hydara                     | gambischer Politiker und Minister                                                                        |       |       |
| 3. Juni  | Adolph Lowe                        | deutscher Soziologe und Nationalökonom                                                                   | 102   |       |
| 3. Juni  | Rudolf Mahler                      | deutscher Grafiker und Maler                                                                             | 89    |       |
| 3. Juni  | Jean-Patrick Manchette             | französischer Schriftsteller und Journalist                                                              | 52    |       |
| 3. Juni  | Paul Wandel                        | deutscher Politiker (KPD, SED), MdV, Minister für Volksbildung und Jugend der DDR                        | 90    |       |
| 3. Juni  | Jan Isaak Samuel Zonneveld         | niederländischer Geologe                                                                                 | 76    |       |
| 4. Juni  | Alfred Beni                        | österreichischer Schachmeister                                                                           | 72    |       |
| 4. Juni  | Ernst Bornemann                    | deutscher Anthropologe und Sexualforscher                                                                | 80    |       |
| 4. Juni  | Sergei Alexejewitsch Kapustin      | sowjetischer Eishockeyspieler                                                                            | 42    |       |
| 4. Juni  | Hans Laessig                       | deutscher Widerstandskämpfer, Bibliothekar, Musiker und Lyriker                                          | 82    |       |
| 5. Juni  | Eugene Butler                      | US-amerikanischer Herausgeber und Verleger                                                               | 100   |       |
| 5. Juni  | Bernard Chenot                     | französischer Jurist, Hochschullehrer und Politiker                                                      | 86    |       |
| 5. Juni  | Patricia Dane                      | amerikanische Filmschauspielerin                                                                         | 77    |       |
| 5. Juni  | Trevor N. Dupuy                    | US-amerikanischer Oberst und Militärhistoriker                                                           | 79    |       |
| 5. Juni  | Robert Glatzer                     | deutscher Architekt                                                                                      | 69    |       |
| 5. Juni  | Johana Harris                      | kanadische Pianistin, Komponistin und Musikpädagogin                                                     | 82    |       |
| 5. Juni  | Heribert Märten                    | deutscher Politiker (CDU), MdL                                                                           | 60    |       |
| 6. Juni  | Werner H. Bloss                    | deutscher Ingenieurwissenschaftler, Hochschullehrer und Autor                                            | 65    |       |
| 6. Juni  | Olle Dickson                       | schwedischer Schwimmer                                                                                   | 94    |       |
| 6. Juni  | Ludwig Gärtner                     | deutscher Fußballspieler                                                                                 | 76    |       |
| 6. Juni  | Bobby Smith                        | US-amerikanischer Jazz- und R&B-Musiker                                                                  | 88    |       |
| 7. Juni  | Josef Brinkhues                    | deutscher altkatholischer Bischof                                                                        | 81    |       |
| 7. Juni  | Werner Coblenz                     | deutscher Prähistoriker                                                                                  | 78    |       |
| 7. Juni  | Ulla Engeberg Killias              | schwedisch-schweizerische Kunstmalerin                                                                   | 49    |       |
| 7. Juni  | Charles Stewart Almon Ritchie      | kanadischer Diplomat                                                                                     | 88    |       |
| 7. Juni  | Takehiko Takahashi                 | japanischer Chemiker und Hochschullehrer                                                                 | 79    |       |
| 8. Juni  | Heinz Lehmann                      | deutscher Schachspieler                                                                                  | 73    |       |
| 8. Juni  | Juan Carlos Onganía                | argentinischer Politiker und Diktator                                                                    | 81    |       |
| 8. Juni  | Abdul Rahman Pazhwak               | afghanischer Politiker und Diplomat                                                                      | 76    |       |
| 8. Juni  | Karl Schäffner                     | deutscher Fußballspieler und Fußballtrainer                                                              | 63    |       |
| 8. Juni  | Otto Schedl                        | deutscher Landespolitiker (CSU), MdL                                                                     | 82    |       |
| 8. Juni  | Adalbert Votteler                  | deutscher Schriftsteller                                                                                 | 71    |       |
| 9. Juni  | Frank Chacksfield                  | britischer Orchesterleiter                                                                               | 81    |       |
| 9. Juni  | Iwan David Herstatt                | deutscher Bankier                                                                                        | 81    |       |
| 9. Juni  | Paula Pope                         | US-amerikanische Wasserspringerin                                                                        | 60    |       |
| 10. Juni | Néophytos Edelby                   | syrischer Erzbischof                                                                                     | 74    |       |
| 10. Juni | Bruno Lawrence                     | englischer Musiker und Schauspieler                                                                      | 54    |       |
| 10. Juni | Madeleine Moreau                   | französische Wasserspringerin                                                                            | 67    |       |
| 11. Juni | Christoph von Fürer-Haimendorf     | österreichischer Ethnologe                                                                               | 85    |       |
| 11. Juni | Giorgos Savvidis                   | griechischer Literaturwissenschaftler                                                                    | 66    |       |
| 11. Juni | Mac Zimmermann                     | deutscher Maler und Graphiker                                                                            | 82    |       |
| 12. Juni | Eva Bernoulli                      | Schweizer Logopädin und Pädagogin                                                                        | 92    |       |
| 12. Juni | Julius Bürger                      | österreichisch-amerikanischer Komponist, Pianist und Dirigent                                            | 98    |       |
| 12. Juni | William Graham Connare             | US-amerikanischer Bischof von Greensburg                                                                 | 83    |       |
| 12. Juni | Ruth Faltin                        | deutsche Malerin                                                                                         | 88    |       |
| 12. Juni | Maitland Farmer                    | englisch-kanadischer Kirchenmusiker und Musikpädagoge                                                    | 91    |       |
| 12. Juni | Erhard Fuchs                       | deutscher Autor                                                                                          |       |       |
| 12. Juni | Richard Hackenberg                 | deutscher Politiker (CDU), MdL                                                                           | 85    |       |
| 12. Juni | Arturo Benedetti Michelangeli      | italienischer Pianist                                                                                    | 75    |       |
| 12. Juni | Winfried Schulz                    | deutscher römisch-katholischer Kirchenrechtler                                                           | 57    |       |
| 12. Juni | Egon Svensson                      | schwedischer Ringer                                                                                      | 81    |       |
| 13. Juni | Karl Amon                          | österreichischer Politiker                                                                               | 75    |       |
| 14. Juni | Els Aarne                          | estnische Komponistin                                                                                    | 78    |       |
| 14. Juni | Jack Chertok                       | US-amerikanischer Film- und Fernsehproduzent                                                             | 88    |       |
| 14. Juni | Rory Gallagher                     | irischer Gitarrist                                                                                       | 47    |       |
| 14. Juni | Clemens Geiger                     | deutscher römisch-katholischer Prälat von Xingu                                                          | 95    |       |
| 14. Juni | Bobby Grim                         | US-amerikanischer Autorennfahrer                                                                         | 70    |       |
| 14. Juni | Rangimarie Hetet                   | neuseeländische Weberin und Textilkünstlerin                                                             | 103   |       |
| 14. Juni | Jos Hoevenaers                     | belgischer Radrennfahrer                                                                                 | 62    |       |
| 14. Juni | Timothy Scott                      | US-amerikanischer Schauspieler                                                                           | 57    |       |
| 14. Juni | Paul Steg                          | US-amerikanischer Komponist                                                                              | 75    |       |
| 14. Juni | Sony Labou Tansi                   | kongolesischer Schriftsteller                                                                            | 47    |       |
| 14. Juni | Roger Zelazny                      | US-amerikanischer Schriftsteller                                                                         | 58    |       |
| 15. Juni | John Atanasoff                     | US-amerikanischer Computerpionier                                                                        | 91    |       |
| 15. Juni | Charles Bennett                    | englischer Bühnenautor und Drehbuchautor                                                                 | 95    |       |
| 15. Juni | Preben Lerdorff Rye                | dänischer Schauspieler                                                                                   | 78    |       |
| 16. Juni | Karl Bayer                         | deutscher Politiker (SPD, CSU), MdL                                                                      | 70    |       |
| 16. Juni | Tore Edman                         | schwedischer Skispringer                                                                                 | 90    |       |
| 16. Juni | Helga Mack                         | deutsche Politikerin (CDU), MdHB                                                                         | 56    |       |
| 16. Juni | Ernst-Günther Schwamkrug           | deutscher Politiker (CDU), MdL                                                                           | 76    |       |
| 16. Juni | Hans-Hugo Winkelmann               | deutscher General der Volkspolizei                                                                       | 88    |       |
| 17. Juni | Alice Ekert-Rotholz                | deutsche Schriftstellerin                                                                                | 94    |       |
| 17. Juni | David Ennals, Baron Ennals         | britischer Politiker                                                                                     | 72    |       |
| 17. Juni | Kim Tong-ni                        | südkoreanischer Schriftsteller                                                                           | 81    |       |
| 17. Juni | Maurice Molho                      | französischer Romanist, Hispanist und Katalanist                                                         | 72    |       |
| 17. Juni | Daniel Traub                       | deutscher Maler und Graphiker                                                                            | 85    |       |
| 18. Juni | Karl Atzenroth                     | deutscher Unternehmer und Politiker (FDP), MdB                                                           | 99    |       |
| 18. Juni | Manfred Freitag                    | deutscher Szenarist und Schriftsteller                                                                   | 61    |       |
| 18. Juni | William Pearson                    | US-amerikanischer Sänger (Bariton)                                                                       | 60    |       |
| 18. Juni | Derek Pritchard, Baron Pritchard   | britischer Politiker, Banker und Manager                                                                 | 85    |       |
| 18. Juni | Robert Schlienz                    | deutscher Fußballspieler                                                                                 | 71    |       |
| 18. Juni | Harry Tisch                        | deutscher Politiker (SED), MdV, Mitglied des Politbüros des ZK der SED, Vorsitzender des FDGB in der DDR | 68    |       |
| 19. Juni | Murray Dickie                      | schottischer Opernsänger und Regisseur                                                                   | 71    |       |
| 19. Juni | Dimitar Metodiew                   | bulgarischer Politiker und Dichter                                                                       | 72    |       |
| 19. Juni | Peter Townsend                     | britischer Fliegeroberst und Schriftsteller                                                              | 80    |       |
| 19. Juni | Etienne Verschueren                | belgischer Jazzmusiker, Bigband-Leader und Filmkomponist                                                 | 66    |       |
| 19. Juni | Clemens Wallrodt                   | deutscher Maler                                                                                          | 35    |       |
| 19. Juni | Maria Wiłkomirska                  | polnische Pianistin, Kammermusikerin und Musikpädagogin                                                  | 91    |       |
| 20. Juni | Julian Blaustein                   | US-amerikanischer Filmproduzent und Drehbuchautor, Professor                                             | 82    |       |
| 20. Juni | Emil Cioran                        | rumänischer Philosoph                                                                                    | 84    |       |
| 20. Juni | Susan Finnegan                     | britische Zoologin                                                                                       | 91    |       |
| 20. Juni | Gretli Fuchs                       | deutsche Malerin und Grafikerin                                                                          | 78    |       |
| 20. Juni | Gianni Ghidini                     | italienischer Radrennfahrer                                                                              | 65    |       |
| 20. Juni | Cicely Popplewell                  | britische Mathematikerin und Softwareentwicklerin                                                        | 74    |       |
| 20. Juni | Siegfried Priewe                   | deutscher Politiker (SED)                                                                                | 81    |       |
| 20. Juni | Albert Wyckmans                    | belgischer Radrennfahrer                                                                                 | 97    |       |
| 21. Juni | Jaroslav Chundela                  | tschechischer Regisseur                                                                                  | 58    |       |
| 21. Juni | Al Adamson                         | US-amerikanischer Filmregisseur und -produzent                                                           | 65    |       |
| 21. Juni | Jerry Fairbanks                    | US-amerikanischer Filmproduzent, Filmregisseur und Kameramann und Fernsehpionier                         | 90    |       |
| 21. Juni | Tristan Jones                      | walisischer Autor und Seefahrer                                                                          | 71    |       |
| 21. Juni | Jürgen Mattern                     | deutscher Spieler im asiatischen Brettspiel Go                                                           | 50    |       |
| 21. Juni | Franz Stoß                         | österreichischer Schauspieler, Regisseur und Theaterleiter                                               | 86    |       |
| 21. Juni | Ulrich Thein                       | deutscher Schauspieler, Regisseur, Drehbuchautor, Synchron- und Hörspielsprecher                         | 65    |       |
| 21. Juni | Heinz Ulbrich                      | deutscher Kaufmann, Gewerkschafter und Senator (Bayern)                                                  | 78    |       |
| 21. Juni | Else Zimmermann                    | deutsche Politikerin (SPD), MdL, MdB                                                                     | 87    |       |
| 22. Juni | Ousman Koro Ceesay                 | gambischer Politiker                                                                                     |       |       |
| 22. Juni | Yves Congar                        | französischer Kardinal                                                                                   | 91    |       |
| 22. Juni | Nils-Joel Englund                  | schwedischer Skilangläufer                                                                               | 88    |       |
| 22. Juni | Uzzi Förster                       | österreichischer Jazzmusiker                                                                             | 65    |       |
| 22. Juni | Al Hansen                          | US-amerikanischer in Deutschland wirkender Veteran der Fluxus-Bewegung                                   | 67    |       |
| 22. Juni | Gerhard Nenning                    | österreichischer Skirennläufer                                                                           | 54    |       |
| 22. Juni | Lidija Iwanowna Schulaikina        | russische Kampfbomberpilotin der Baltischen Flotte                                                       | 80    |       |
| 22. Juni | Willy Werner van Roosbroeck        | US-amerikanischer Physiker                                                                               |       |       |
| 23. Juni | Marvin Camras                      | US-amerikanischer Erfinder der Magnetaufzeichnung                                                        |       |       |
| 23. Juni | Francesco Camusso                  | italienischer Radrennfahrer                                                                              | 87    |       |
| 23. Juni | Henri de Laulanie                  | französischer Jesuit und Agrar-Ingenieur                                                                 | 75    |       |
| 23. Juni | Rusty Peden                        | kanadischer Radrennfahrer                                                                                | 79    |       |
| 23. Juni | Fernand Pordié                     | senegalesisch-französischer Fußballspieler                                                               | 70    |       |
| 23. Juni | Brian Roberts                      | US-amerikanischer Profi-Pokerspieler                                                                     | 64    |       |
| 23. Juni | Jonas Salk                         | US-amerikanischer Arzt und Immunologe                                                                    | 80    |       |
| 23. Juni | Michel Aatz                        | französischer Komponist                                                                                  | 58    |       |
| 23. Juni | Emile Santiago                     | US-amerikanischer Kostümbildner                                                                          | 96    |       |
| 23. Juni | Paul Scholz                        | deutscher Politiker (KPD, DBD), MdV, Stellvertretender Vorsitzender des Ministerrates                    | 92    |       |
| 23. Juni | Klaus Siebold                      | deutscher Politiker (SED), Minister für Kohle und Energie der DDR                                        | 64    |       |
| 23. Juni | Anatoli Wladimirowitsch Tarassow   | sowjetischer Eishockeyspieler und -trainer                                                               | 76    |       |
| 24. Juni | Don Adams                          | schottischer Sänger                                                                                      | 53    |       |
| 24. Juni | Arnold Brügmann                    | deutscher Historiker und Archivar                                                                        | 83    |       |
| 24. Juni | Ivon Curi                          | brasilianischer Sänger, Komponist und Schauspieler                                                       | 67    |       |
| 24. Juni | Alexander Fischer                  | deutscher Historiker und Hochschullehrer                                                                 | 62    |       |
| 24. Juni | Robert Guthrie                     | US-amerikanischer Mikrobiologe                                                                           | 78    |       |
| 24. Juni | Andrew J. Transue                  | US-amerikanischer Politiker                                                                              | 92    |       |
| 24. Juni | Meir Zorea                         | israelischer General und Politiker                                                                       | 72    |       |
| 25. Juni | Warren E. Burger                   | US-amerikanischer Jurist, Oberster Richter der Vereinigten Staaten                                       | 87    |       |
| 25. Juni | Erik Kjersgaard                    | dänischer Historiker und Autor                                                                           | 63    |       |
| 25. Juni | Sergei Konstantinowitsch Popow     | sowjetischer Marathonläufer                                                                              | 64    |       |
| 25. Juni | Adolf Leonhard                     | deutscher Ingenieur und Hochschullehrer für Elektrotechnik und Regelungstechnik                          | 95    |       |
| 25. Juni | Qiu Miaojin                        | taiwanische Schriftstellerin                                                                             | 26    |       |
| 25. Juni | Waclaw Orlikowsky                  | ukrainisch-schweizerischer Ballettmeister                                                                | 73    |       |
| 25. Juni | Bruno Schoeneberg                  | deutscher Mathematiker                                                                                   | 88    |       |
| 25. Juni | Ernest Walton                      | irischer Physiker                                                                                        | 91    |       |
| 25. Juni | Joseph Lawrence Wilhelm            | kanadischer Geistlicher und römisch-katholischer Erzbischof von Kingston                                 | 85    |       |
| 26. Juni | Claus Bastian                      | deutscher Jurist, Künstler, KZ-Häftling                                                                  | 86    |       |
| 26. Juni | Ellen Bosenius                     | Kölner Sängerin und Hochschulprofessorin für Gesang                                                      | 80    |       |
| 26. Juni | Arne Mattsson                      | schwedischer Filmregisseur und Drehbuchautor                                                             | 75    |       |
| 26. Juni | Pentti Rautiainen                  | finnischer Boxer                                                                                         | 60    |       |
| 27. Juni | Jacques Berque                     | französischer Islamwissenschaftler und Soziologe                                                         | 85    |       |
| 27. Juni | Hans Wolf Muschallik               | deutscher Internist und ärztlicher Standespolitiker                                                      | 84    |       |
| 27. Juni | Willi Sander                       | deutscher Genossenschaftler                                                                              | 87    |       |
| 27. Juni | Nida Senff                         | niederländische Schwimmerin                                                                              | 75    |       |
| 28. Juni | Otto Mainzer                       | deutscher Schriftsteller                                                                                 | 91    |       |
| 28. Juni | My Ullmann                         | österreichische Malerin                                                                                  | 89    |       |
| 28. Juni | Dudley Butler Wilson               | britischer Romanist und Französist                                                                       | 72    |       |
| 29. Juni | Ted Allan                          | kanadischer Buch- und Drehbuchautor                                                                      | 79    |       |
| 29. Juni | Werner Gruner                      | deutscher Ingenieur, Konstrukteur und Hochschullehrer                                                    | 91    |       |
| 29. Juni | Gertrud Lutz-Fankhauser            | Schweizer Diplomatin                                                                                     | 84    |       |
| 29. Juni | Sicco Mansholt                     | niederländischer Landwirt und Politiker                                                                  | 86    |       |
| 29. Juni | Roy Rowland                        | US-amerikanischer Filmregisseur                                                                          | 92    |       |
| 29. Juni | Lana Turner                        | US-amerikanische Schauspielerin                                                                          | 74    |       |
| 29. Juni | Deobold Van Dalen                  | US-amerikanischer Erziehungswissenschaftler                                                              | 84    |       |
| 30. Juni | Georgi Timofejewitsch Beregowoi    | sowjetischer Kosmonaut                                                                                   | 74    |       |
| 30. Juni | Gale Gordon                        | US-amerikanischer Schauspieler                                                                           | 89    |       |
| 30. Juni | Wilm ten Haaf                      | deutscher Regisseur und Drehbuchautor                                                                    | 80    |       |
| 30. Juni | Phyllis Hyman                      | US-amerikanische Sängerin                                                                                | 45    |       |
| 30. Juni | Gawriil Nikolajewitsch Trojepolski | russischer Schriftsteller                                                                                | 89    |       |
| 30. Juni | Erika Wackernagel                  | deutsche Schauspielerin                                                                                  | 70    |       |